# Toivo Wiherheimo

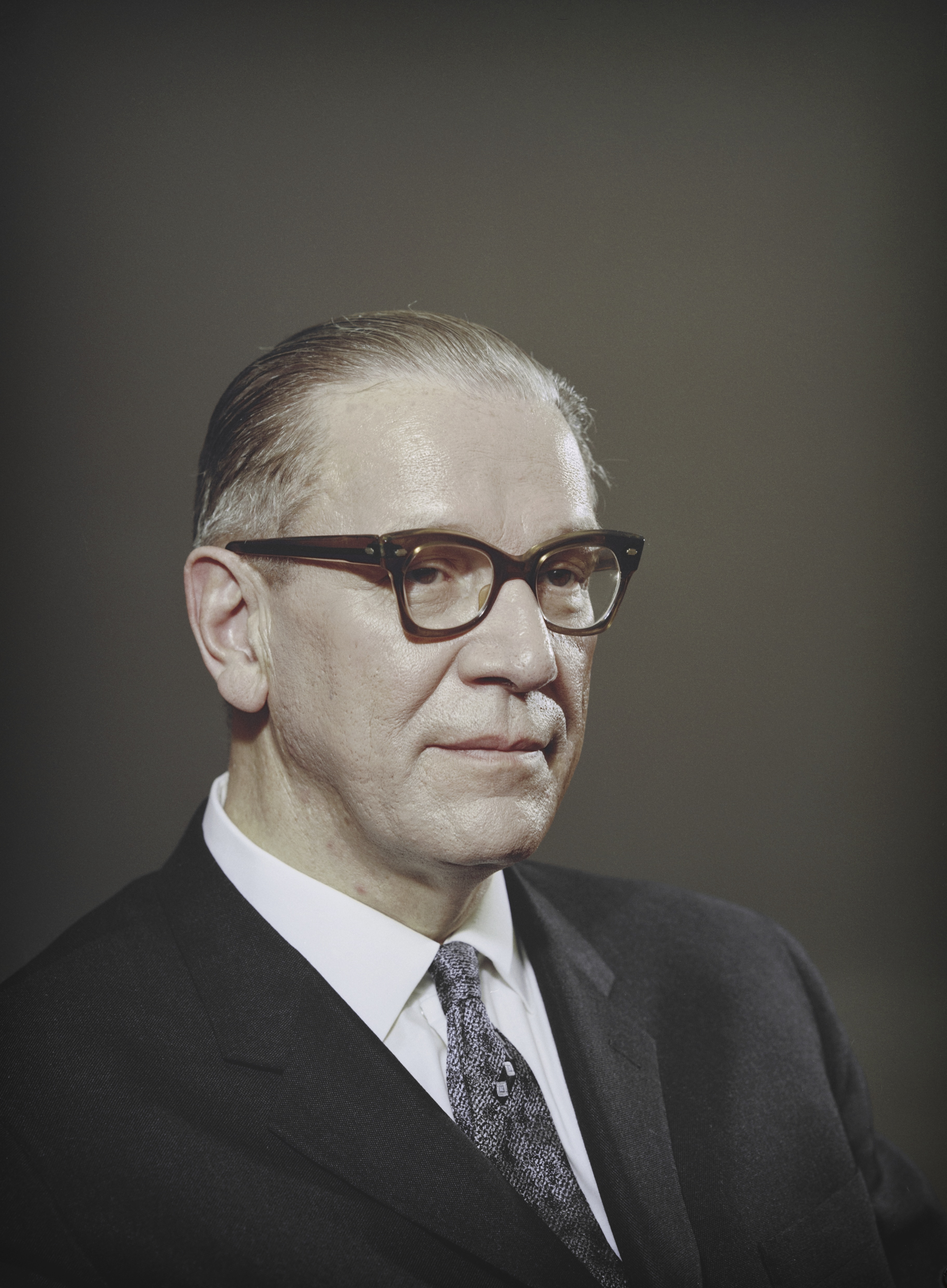
Toivo Wiherheimo im Jahr 1966.

Toivo Antero Wiherheimo (bis 1906: Grönhag; * 13. Juli 1898 in Helsinki; † 5. März 1970 ebenda) war ein finnischer Politiker (Nationale Sammlungspartei).
Grönhag wurde 1898 als Sohn des Baumeisters Anders Viktor Grönhag und dessen Frau Amanda Poussa in Helsinki geboren. 1906 nahm die Familie den Nachnamen Wiherheimo an. Nach der Reifeprüfung 1917 begann er sein Studium, das ihn bis zum Magister der Philosophie brachte. Er war von 1948 bis 1965 Reichstagsabgeordneter und gehörte in den 1950er und 1960er Jahren in verschiedenen Ressorts der finnischen Staatsregierung an. Daneben war er Generalsekretär der Finnischen Zentralhandelskammer.
Verheiratet war er mit Aune Elisabet Loimaranta (von 1924 bis 1926) und Toini Ester Margareta Hämäläinen (von 1936 an).

## Ministerämter
- Stv. Minister für Handel und Industrie (17. November 1953 – 4. Mai 1954, 29. August 1958 – 13. Januar 1959)
- Verteidigungsminister (29. August 1958 – 13. Januar 1959)
- Minister für Handel und Industrie (13. April 1962 – 18. Dezember 1963, 12. September 1964 – 27. Mai 1966)

## Ehrungen
- 1960: Großes Verdienstkreuz mit Stern der Bundesrepublik Deutschland
- 1966: Großes Goldenes Ehrenzeichen am Bande für Verdienste um die Republik Österreich[1].